# Gymnogaster boletoides
Gymnogaster boletoides — вид грибів, що належить до монотипового роду Gymnogaster.

## Назва
Видова назва походить від того, що посиніння плодового тіла схоже на реакцію деяких грибів порядку Болетальні (Boletales), наприклад Дубовик.

## Галерея

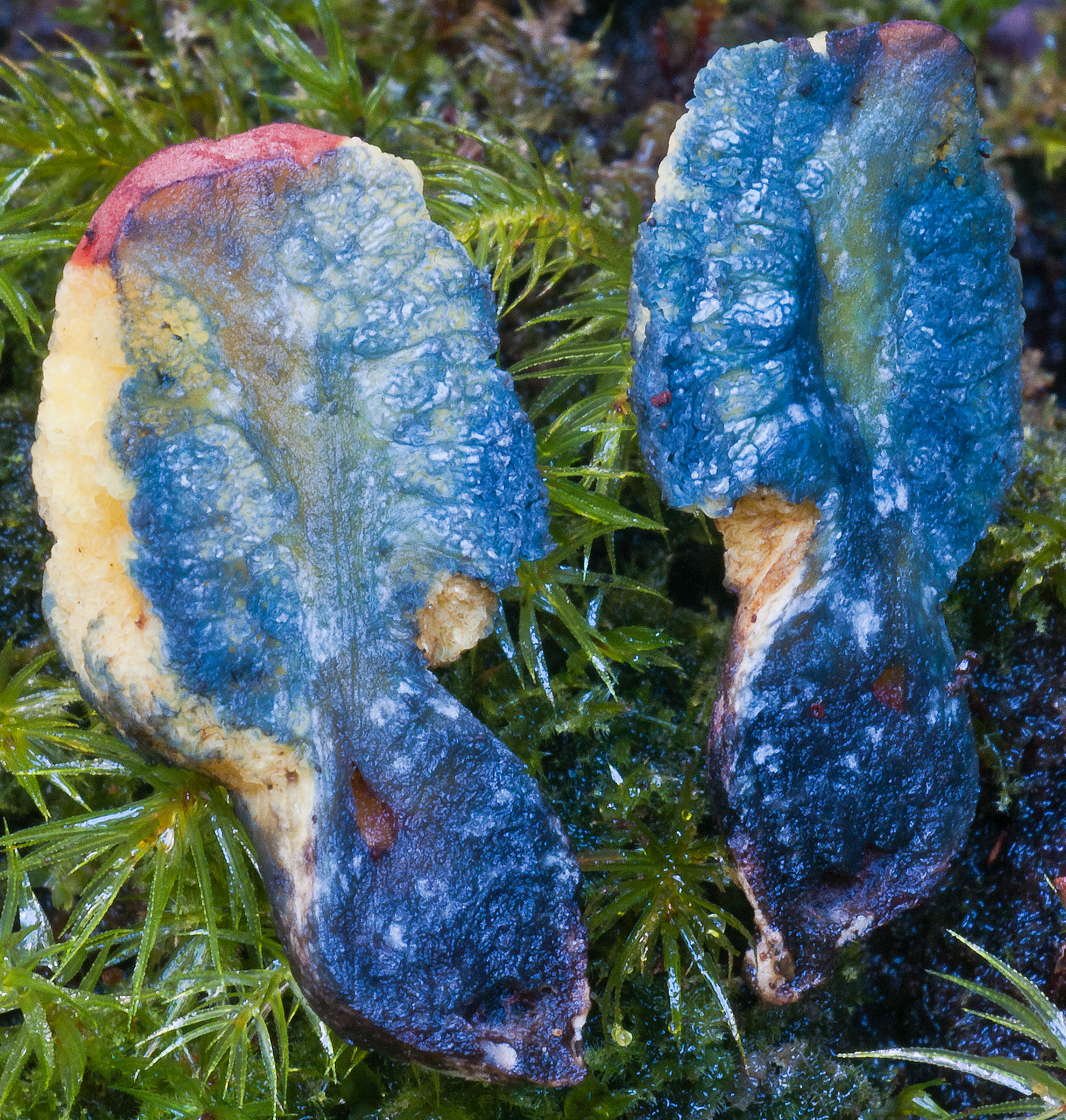
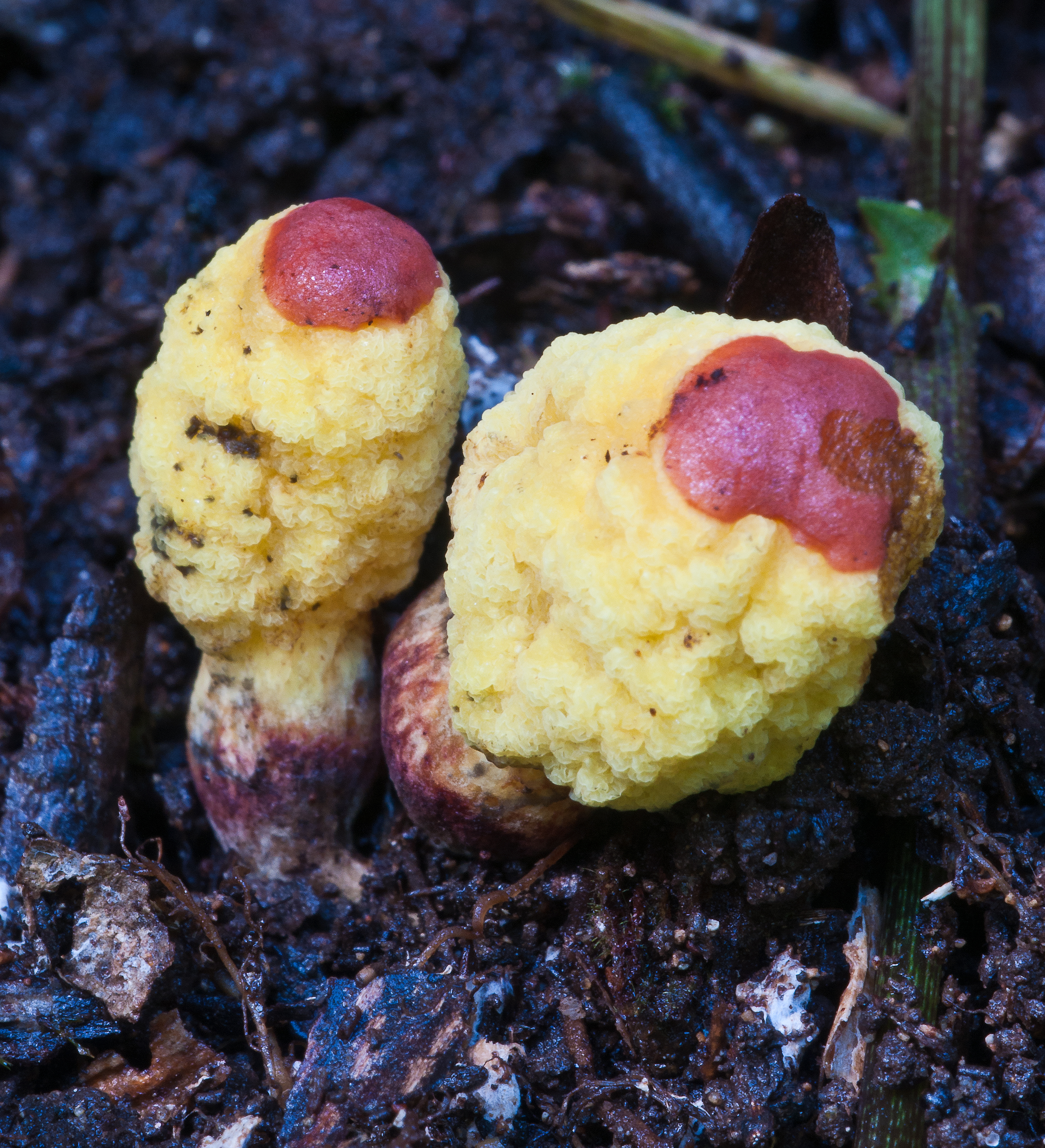

## Будова
Гриб утворює яскраво-жовті плодові тіла приблизно 2,5 см зі світло-коричневою внутрішньою глібою, а плодові тіла при пошкодженні синіють, потім стають темно-коричневі.

## Поширення та середовище існування
Зростає у Австралії.